# Кунітомі

31°59′26″ пн. ш. 131°19′25″ сх. д. / 31.99056° пн. ш. 131.32361° сх. д.
Кунітомі (яп. 国富町) — містечко в Японії, в повіті Хіґасімороката префектури Міядзакі.